# К Лесбии, о любовном томлении
«К Лесбии, о любовном томлении» — условное название стихотворения римского поэта Гая Валерия Катулла, включённого в состав посмертного сборника («Книги Катулла Веронского») под номером 51. 
Стихотворение представляет собой перевод на латынь 52 (31) / D 2; В 2; PLF 31. «Богу равным кажется мне по счастью…» - произведения греческой поэтессы Сафо, которое сохранилось в составе трактата «О возвышенном». 
В трёх строфах лирический герой рассказывает о том, что немеет, глядя на любимую, слышит звон в ушах и на время теряет зрение. В четвёртой строфе, оригинальной, Катулл обращается к себе самому, говоря, что для него вредна праздность.
По-видимому, именно в этом произведении поэт впервые назвал свою возлюбленную Лесбией, по аналогии с Сафо. Существует мнение, что четвёртую строфу случайно присоединил к стихотворению какой-то переписчик.